# Chilodes megastigma
Chilodes megastigma är en fjärilsart som beskrevs av Rudolf Püngeler 1907. Chilodes megastigma ingår i släktet Chilodes och familjen nattflyn. Inga underarter finns listade i Catalogue of Life.